# 人質廣場
人質廣場（羅馬化：Kikar HaChatofim）是位於特拉維夫的一個公共廣場，鄰近以色列國防軍總部哈基里亞。自從2023年10月7日哈馬斯襲擊以色列造成人質危機以來，人質的家屬就佔據該廣場，來紀念該人質危機並同時要求釋放剩餘人質。此外，該廣場也是以色列人質示威的地點之一。

## 歷史
該廣場位於特拉維夫藝術博物館的前方，並因加沙戰爭人質危機而得到現名。在人質危機開始後，有不少人質的家屬開始在以色列國防軍總部哈基里亞旁邊駐營，開始要求釋放人質。到2023年11月3日，該廣場成為了“帳篷城”，人質或襲擊死者的家屬和數個組織共同在此搭建帳篷。
特拉維夫藝術博物館的行政總裁表示，人質廣場讓該博物館的藏品被賦予了額外的含義。該廣場也有不少檔口，專門賣與支持人質有關的商品，如連帽衫和雨傘等。廣場裏有數個帳篷與講臺，用作聚集、演講和討論的場地。有個別的帳篷來自遭受襲擊的基布茲，同時掛著人質的海報。
該廣場有一個大型的電子板，計算著人質們自從被虜以來的時間。

## 畫廊
|  |  |  |

## 外部鏈接
维基共享资源上的相關多媒體資源：人質廣場